# 壹報
《壹報》是一份在香港發行的報章，主要由前《蘋果日報》娛樂版、體育版、美術部和馬經版人士組成，以娛樂、生活副刊、體育為主打，逢星期一、二、四、六發行。2021年10月9日下午出版10月10日的報紙後，紙本停刊，轉往網上平台Patreon出版。